# 호브고르덴

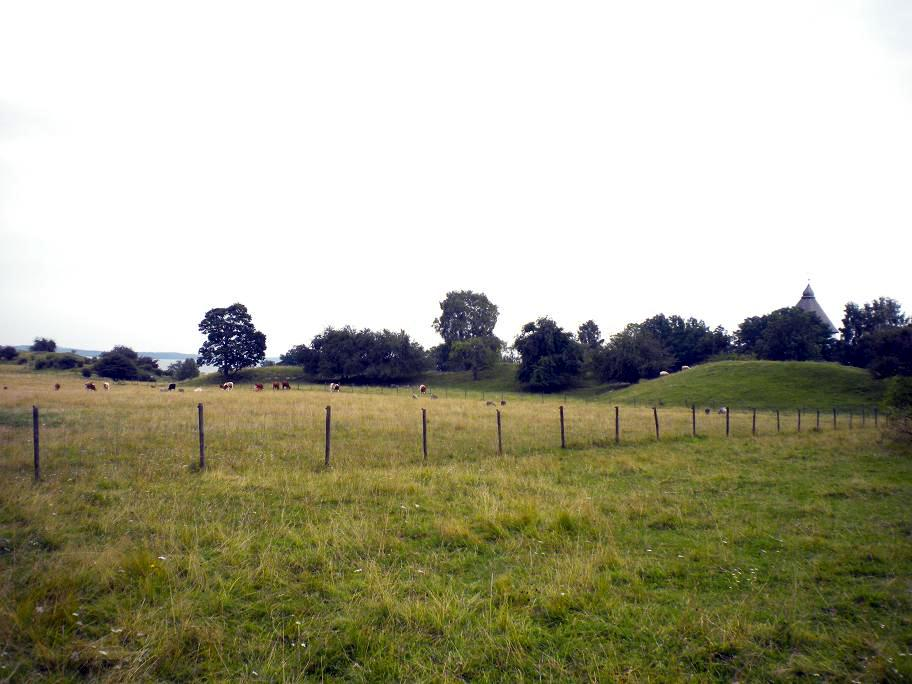
호브고르덴

호브고르덴(스웨덴어: Hovgården)는 스웨덴 에케뢰시 멜라렌호 아델쇠섬에 있는 바이킹 시대의 유적이다.
8세기 중반에 건설되어 10세기 후반에 버려졌다. 호브고르덴은 왕과 족장이 이 지역을 통치했던 곳으로 여겨진다. 호브가르덴은 비르카와 함께 1993년에 유네스코 세계문화유산에 등재되었다.